# محوطه خیرآباد
محوطه خیرآباد مربوط به میان سنگی است و در شهرستان خرم بید، بخش مشهد مرغاب، دهستان شهید آباد، ۲ کیلومتری جنوب روستای خیرآباد واقع شده و این اثر در تاریخ ۷ اسفند ۱۳۸۶ با شمارهٔ ثبت ۲۱۴۲۳ به‌عنوان یکی از آثار ملی ایران به ثبت رسیده است.